# Pázsiti Ödön
Pázsiti Ödön (1901–?) lakatos a MÁV Oxigéngyár Istvántelki Főműhelyében, később a MÁV Felépítményi Vasanyagjavító üzemének vezetője.

## Élete
Hat elemit végzett.
1949-ben megkapta a Kossuth-díj ezüst fokozatát. A díj szokatlanul hosszú indoklása szerint „felismerte az Oxigéngyárban a levegő tisztítására felhasznált nátronlúg szódától való megtisztításának célszerűtlen, nem gazdaságos voltát. Helyesebb, új módszert vezetett be, aminek következtében az évi megtakarítás az Istvántelki Főműhelyben 10 618 forint. Az oxigén előállítására vonatkozóan is módosításokat javasolt. Javaslata alapján az oxigéntermelés havonkénti átlaga az 1947. évi 15 553 köbméterről 1948-ban 20 107 köbméterre emelkedett. Az eredményként beállott évenkénti megtakarítás az Istvántelki Főműhelyben 176 140 forint.”
A Szabad Nép 1949. március 15-én Munkájukról, eredményeikről, terveikről nyilatkoznak a népi demokrácia kitüntetettjei, az új Kossuth-díjasok címmel közölt riportot a kitüntetekkel, amelyben kiemelték – Pázsiti szavainak tulajdonítva –, hogy „már számtalanszor tapasztaltam, hogy a népi demokrácia minden támogatást megad a jó munka elvégzéséhez, és meg is becsüli azt”, illetve „azelőtt sohasem jutott volna eszembe, hogy észszerűsítéseket, újításokat valósítsak meg, hiszen csak a tőkéseket gazdagítottam volna. A felszabaduláskor megváltozott a helyzet.”
1959-ben Tanácsköztársasági Emlékéremmel, 1968-ban Szocialista Hazáért Emlékrenddel, 1970-ben a Felszabadulási Jubileumi Emlékéremmel tüntették ki.